# アンデルセン・ストーリーズ
アンデルセン･ストーリーズ(原題:HCA The Fairytaler)は、2005年のアンデルセン生誕200周年を記念して、原作を基に製作されたテレビアニメ。日本では2007年2月3日からカートゥーン・ネットワークで放映された。1話完結の全26話。

## 声の出演
- アンデルセン：石田純一[1]
- 皇帝：島香裕

## 放送内容
出典：
- 裸の王様
- 人魚姫
- ナイチンゲール
- 火打箱
- ノミと教授
- 小さなイーダの花/エンドウ豆の上に寝たお姫様
- みにくいアヒルの子
- 親指姫
- 野の白鳥
- 庭師と主人/ソーセージの串で作ったスープ
- 旅の道連れ
- しっかり者の錫の兵隊
- もみの木
- 恋人たち/古い街灯
- 豚飼い王子
- 空飛ぶトランク
- びんの首
- 雪だるま/高とび選手
- コガネムシ
- 父さんのすることはいつもよし
- ねぇ、聞いた？/眠りの精オリー
- 愚か者のジャック
- 幸福の長靴
- 金の宝
- 雪の女王 前編
- 雪の女王 後編